# Trimaran

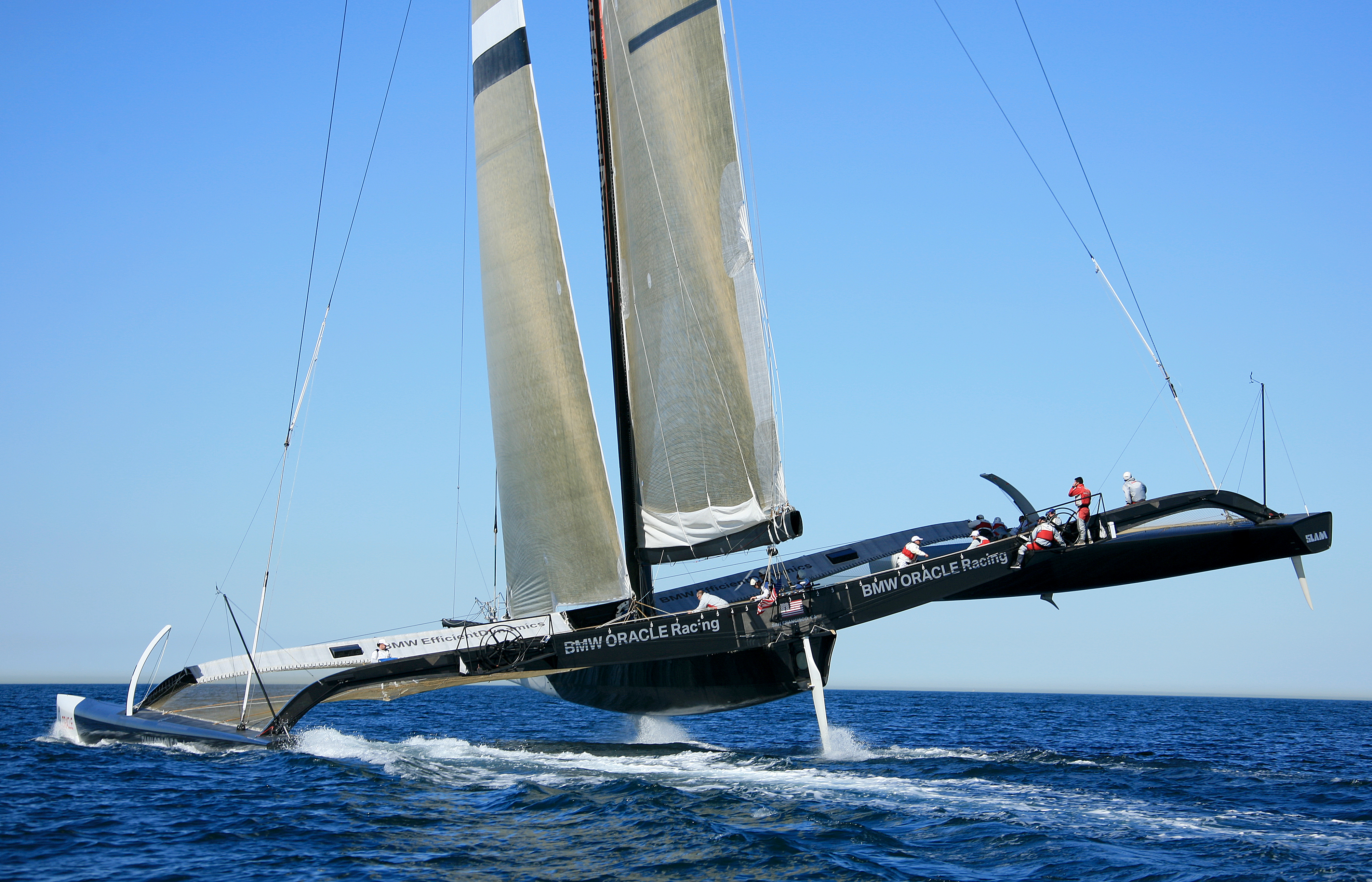
BMW Oracle BOR90 – największy trimaran regatowy świata.

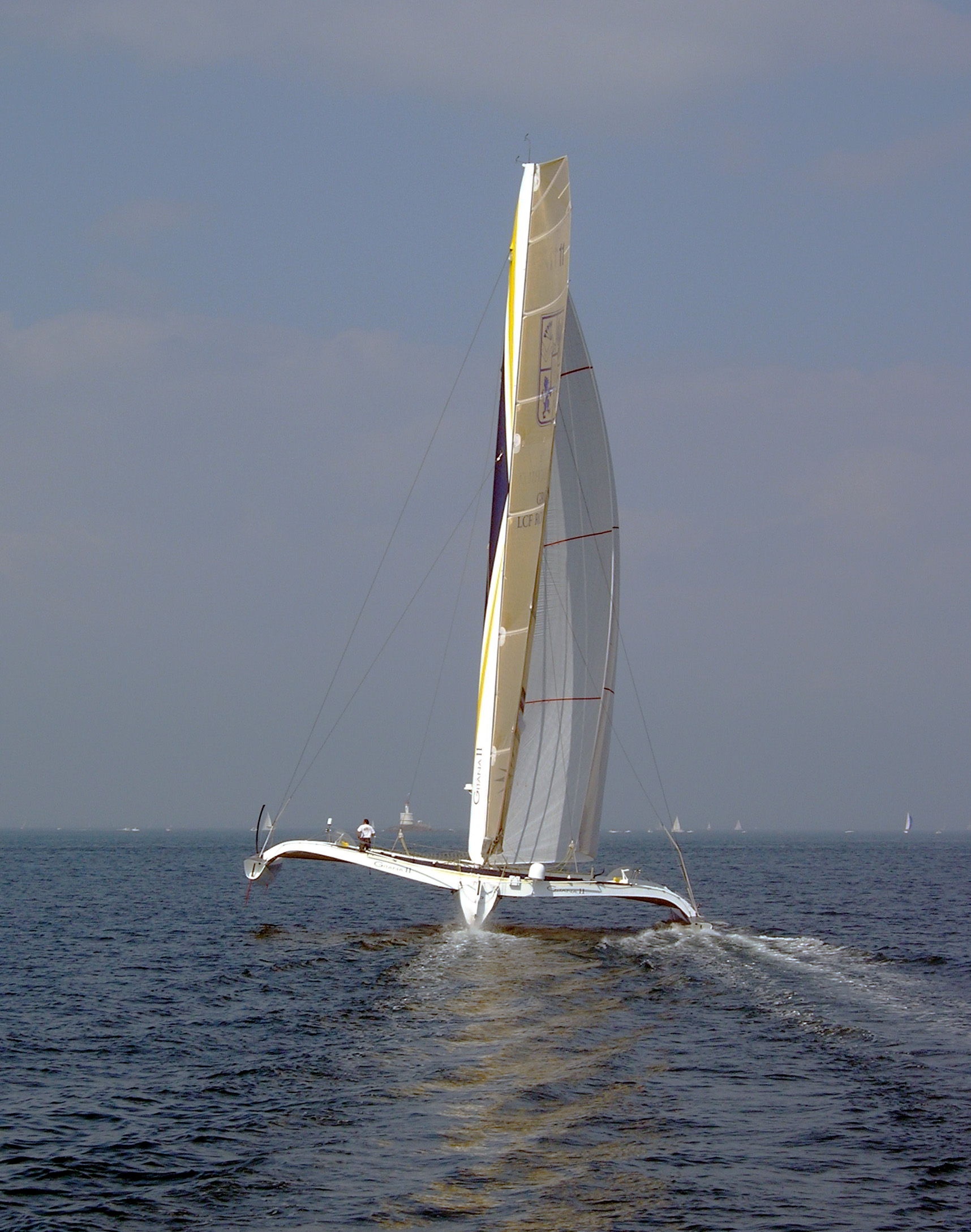
Trimaran żaglowy

Trimaran, trzykadłubowiec – statek wodny posiadający trzy połączone sztywno kadłuby (jeden centralny i dwa boczne) umieszczone równolegle względem siebie. Trimarany mogą być zarówno jednostkami silnikowymi, jak i napędzanymi żaglami. Mogą należeć do grupy jachtów mieczowych, balastowych, jak i balastowo-mieczowych.

## Historia
Pierwsze trimarany powstały w Europie i Ameryce po drugiej wojnie światowej. Pierwszą konstrukcją był Egg Nogg I zaprojektowany w 1945 r. przez Victora Tchetcheta. On jako pierwszy użył określenia trimaran. W 1946 r. Andre Sadrina zbudował 13-metrowy trzykadłubowiec Anada, którym przepłynął z Casablanki do Martyniki. Przełomem w konstrukcji trimaranów był Nimble o długości 9 metrów zaprojektowany przez Arthura Pivera, który w 1960 r. przepłynął na swojej jednostce Atlantyk. W 1966 r. trimarany rozpowszechniły się jako jachty regatowe między innymi podczas Trans-Pacyfic Race oraz Round Britain Race. Jednym z największych oraz najbardziej zaawansowanych technologicznie regatowych jachtów trzykadłubowych jest BMW Oracle BOR 90 mierzący 34 m długości całkowitej, wyposażony w maszt 56 m wysokości oraz ożaglowanie o łącznej powierzchni 1270 m². W 2010 r. został zwycięzcą regat o Puchar Ameryki.

## Zalety i wady
Dzięki zastosowaniu trzech kadłubów trimarany dają lepsze możliwości rozplanowania wnętrza niż katamarany, co znacznie poprawia komfort żeglugi. Wadą zastosowania centralnego pływaka jest zwiększenie oporu hydrodynamicznego, a więc i spadek prędkości w porównaniu z katamaranami. Podobnie jak w wypadku jednostek dwukadłubowych, charakteryzują się dużą statecznością poprzeczną oraz tendencją do wywrotek przez dziób. Większa szerokość całkowita niż katamaranu sprawia, że znacznie ciężej jest zacumować w zatłoczonym porcie. Cena za postój jednostką trzykadłubową jest znacznie większa niż w przypadku standardowego jachtu, czy katamaranu.